# Percus reichei
Percus reichei es una especie de escarabajo del género Percus, familia Carabidae. Fue descrita científicamente por Kraatz en 1858.
Se distribuye por Francia (en la isla de Córcega). Se ha encontrado a altitudes de hasta 1300 metros. Mide 14-17 milímetros de longitud.